# Банковци (Зденци)
Банковци су насељено место у саставу општине Зденци у Вировитичко-подравској жупанији, Република Хрватска.

## Историја
До територијалне реорганизације у Хрватској налазили су се у саставу старе општине Ораховица.

## Становништво
На попису становништва 2011. године, Банковци су имали 124 становника.

## Попис1991.
На попису становништва 1991. године, насељено место Банковци је имало 242 становника, следећег националног састава:
| Попис 1991.‍  | Попис 1991.‍  | Попис 1991.‍ | Попис 1991.‍ | Попис 1991.‍ |
| ------------ | ------------ | ----------- | ----------- | ----------- |
|              |              |             |             |             |
| Хрвати       | Хрвати       |             | 197         | 81,40%      |
| Срби         | Срби         |             | 25          | 10,33%      |
| Југословени  | Југословени  |             | 6           | 2,47%       |
| Мађари       | Мађари       |             | 5           | 2,06%       |
| Словенци     | Словенци     |             | 3           | 1,23%       |
| Словаци      | Словаци      |             | 1           | 0,41%       |
| неопредељени | неопредељени |             | 1           | 0,41%       |
| регион. опр. | регион. опр. |             | 4           | 1,65%       |
| укупно: 242  |              |             |             |             |